# Statuts de l'ordre du Croissant
Les Statuts de l'ordre du Croissant sont un manuscrit enluminé réalisé en France. Il est actuellement conservé à la Bibliothèque nationale de France sous la cote Fr.25204.
Les statuts ont été plusieurs fois reproduits par Marc de Vulson de La Colombière dans Le Vray Théâtre d´honneur et de Chevalerie, (Paris, 1648) ; Augustin Calmet dans l'Histoire de Lorraine; Jean-Pierre Papon dans l'Histoire de Provence ; et Théodore de Quatrebarbes dans Les Œuvres de René d'Anjou.
Avant le XXIe siècle, certaines sources sur l'ordre du Croissant étaient déjà connues : Christian de Mérindol indique que certaines avaient été négligées et davantage n'avaient pas été assez confrontées entre elles, enfin d'autres étaient inédites. La collation n'a jamais été faite auparavant.

## Historique
L’ordre du Croissant, deuxième du nom, est un ordre de chevalerie fondé le 11 août 1448 à Angers par René d'Anjou dit le Bon Roi René, roi de Sicile et de Jérusalem, en l'honneur de saint Maurice, dans la continuité de l'ordre de la Croix fondé par Louis Ier d'Anjou,. Il précède de 21 ans le premier ordre de chevalerie créé par les rois de France, l'ordre de Saint-Michel. On comptait parmi les membres de ce nouvel ordre des personnages importants comme le duc de Milan Francesco Sforza ou encore le comte de Vaudémont Ferry II de Lorraine.
Christian de Mérindol indique que les sources principales proviennent de plusiuers origines.

## Description
Le manuscrit comporte 65 feuillets détaillant les statuts de l'ordre. Il contient plusieurs armoiries coloriées d'un certain nombre de chevaliers de l'Ordre du Croissant. Tous les manuscrits attribués à Barthélemy d'Eyck révèlent une grande maîtrise de la science héraldique ainsi que de l'art des emblèmes, très important à la fin du Moyen Âge. Le peintre est à l'origine de la peinture en 1452 du premier Armorial de l'ordre du croissant, ordre de chevalerie créé par René d'Anjou, dont le manuscrit original a aujourd'hui disparu mais dont des copies sont conservées.

## Autres manuscrits des statuts de l'ordre
Plusieurs autres manuscrits de la Bibliothèque nationale de France renferment les statuts de l'ordre du Croissant :
- fonds français, numéros 5605 et 24108, reproductions faites par Claude Ménard, d'après un exemplaire qui lui avait été communiqué par les frères jumeaux Louis de Sainte-Marthe et Scévole de Sainte-Marthe. Voir en ligne n°5605 Voir en ligne n°24108
- fonds français, n° 5225, contient les armoiries coloriées d'un certain nombre de chevaliers, et, dans un cinquième, n" 15077, on lit une courte notice sur les origines de l'ordre, assez inexacte d'ailleurs, rédigée au XVIIe siècle. Voir en ligne n°5225
- Copie, numéro 31784, faite pour François Roger de Gaignières, du Fr.25204, provenant de l'abbaye Saint-Victor de Paris, et qui contient des blasons peints. Voir en ligne

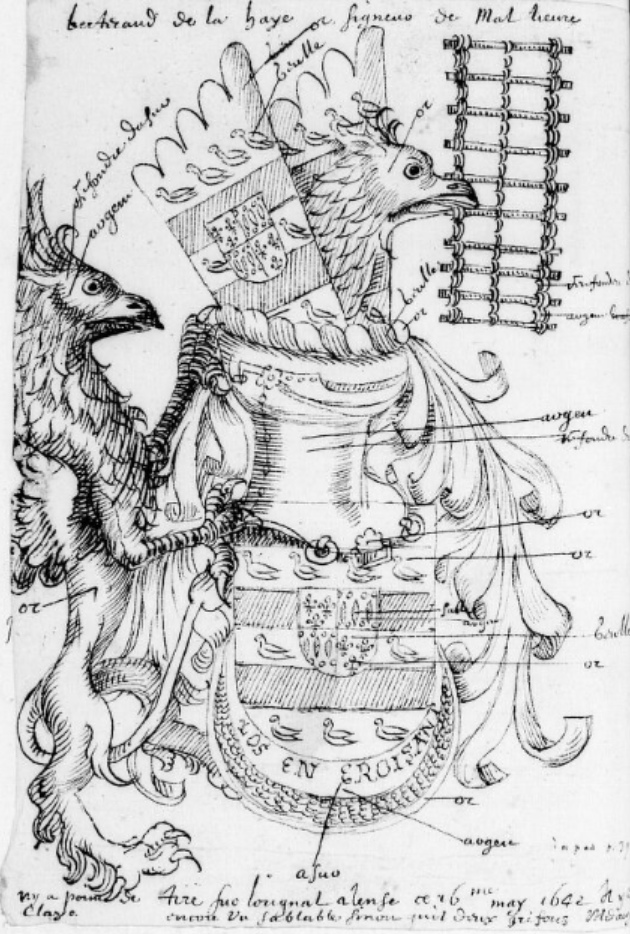
Copie effectuée de l'armoirie de Bertrand de la Haye
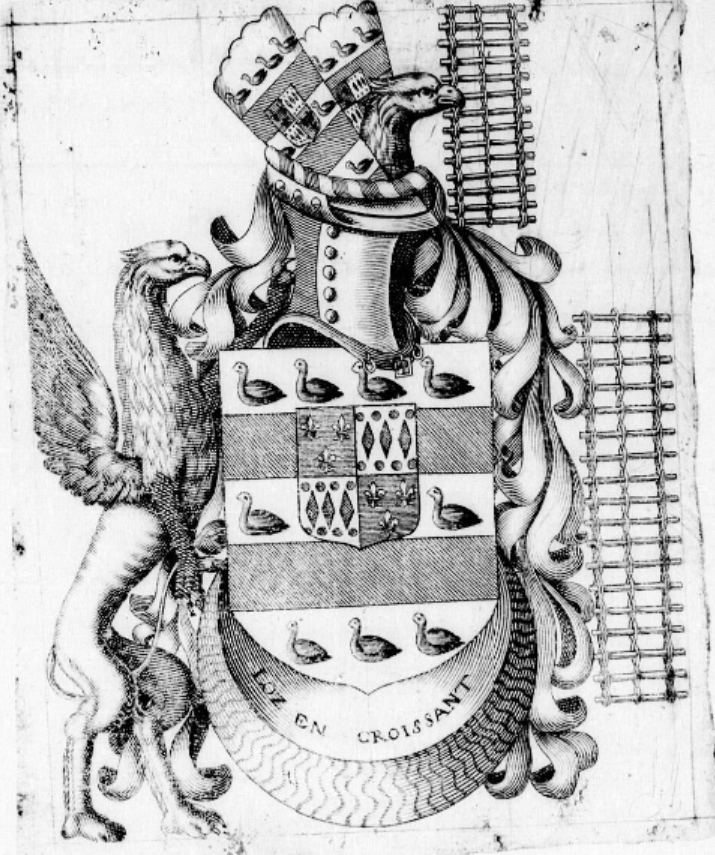
Restitution l'armoirie de Bertrand de la Haye

Enfin les statuts du Croissant se trouvent encore dans deux manuscrits de la collection Clairembault, datant du XVIIe siècle (numéros 1241 et 1309) ; dans le premier, ils sont accompagnés des délibérations du conseil de l'ordre de 1450 à 1452 (il manque celles des années 1448, 1449 et 1450), provenant des papiers d'un des héritiers du greffier Jean de Charnières, et portant principalement sur les admissions, le costume des membres, sur la rédaction des chroniques et gestes de l'ordre, confiée au roi d'armes, etc.. Voir en ligne n°1241 Voir en ligne n°1309

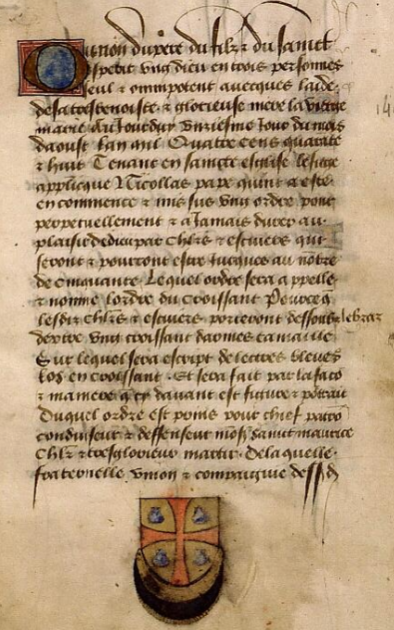
Manuscrit avec les armes de Louis de Bournan (D'argent, à la croix pattée de sinople, cantonnée de quatre coquilles du même. Alias : D'or, à la croix pattée de gueules, cantonnée de quatre coquilles du même.)

Un manuscrit renfermant les statuts de l'ordre du Croissant est aussi présent à la bibliothèque Sainte-Geneviève, sous la côte Ms. 1687. Il s'agit du livret personnel de Louis de Bournan, l'un des premiers membres de l'ordre du Croissant.
Claude Ménard fit réaliser un nouveau armorial sous forme de gravures commandées à François Stuerhelt en 1644, en y ajoutant les chevaliers de l'Ordre élus après 1462. Deux manuscrits Armorial des chevaliers de l'ordre du Croissant, dont un de Joseph Audouys, sous les références Rés. Ms. 1202 & 1203 datant du XVIIIe siècle sont disponibles à la médiathèque Toussaint d'Angers. (Voir en ligne 1202 Voir en ligne 1203. Passé dans le cabinet de Toussaint Grille, ils sont achetés par la bibliothèque municipale d'Angers en 1851.
Louis de Farcy indique aussi  plusieurs documents sur l'Ordre à la Bibliothèque Stanislas de Nancy le Manuscrit sous la référence 39 et le manuscrit Fabri, à la Bibliothèque municipale de Besançon le Manuscrit sous la référence 597; et à la Bibliothèque Inguimbertine de Carpentras, Manuscrit sous la référence 1793.

## Statuts
Christian de Mérindol indique que la confrontation des décisions prises aux conseils de l'ordre réunis de 1450 à 1452 et le texte des statuts permet de différencier plusieurs versions des statuts.

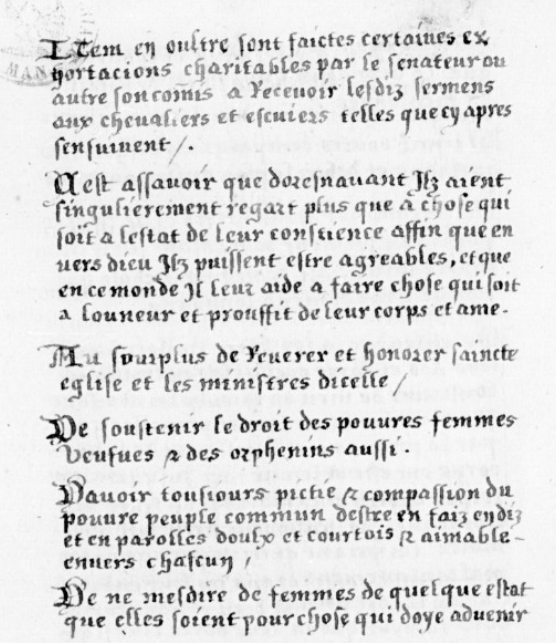
Extrait des statuts (copie de Gaignières)

Voici sur quelles bases l'Ordre fut établi par les règlements de 1448, ratifiés en conseil par René et son fils, le 23 septembre 1451 :
- L'ordre ne comptera pas plus de cinquante chevaliers, qui seront gentilshommes de quatre lignes et « sans vilain cas de reproche »[15].
- Ils jureront sur les saints Evangiles d'observer rigoureusement les statuts. Ils assisteront chaque jour à la messe, et, quand ils en seront empêchés, ils paieront un prêtre pour la célébrer, à moins qu'ils ne s'abstiennent de vin ce jour-là. Ils réciteront quotidiennement les heures de Notre-Dame, et, s'ils ne savent pas lire, ils diront quinze fois le Pater et l'Ave»[15].
- Ils observeront entre eux la paix et la charité, ne porteront pas les armes contre leur souverain et obéiront au chef de l'ordre »[15].
- Ils porteront sous le bras droit, tous les dimanches et fêtes, un croissant d'or, émaillé de blanc, portant cette devise en lettres bleues : Los  (ou Loz) en croissant, « sur peine de donner une pièce d'or pour chacun jour de feste qu'ils ne le porteront, si non qu'ils fussent en lieu où ils ne voulussent estre cognus ou réduits en chambre pour occasion de maladie de leur personne »»[15].
- Ils seront rayés du livre de l'ordre s'ils sont infidèles à la foi catholique, s'ils se livrent aux maléfices, s'ils abandonnent leur bannière sur un champ de bataille, s'ils sont convaincus de trahison ou de félonie »[15].
- Ils se réuniront chaque année, à la fête de saint Maurice (22 septembre), pour tenir un chapitre général, dans un local déterminé »[15].

D'autres articles » leur imposaient l'obligation de secourir les veuves et les enfants mineurs de leurs confrères décédés, de s'assister réciproquement en cas de maladie ou de captivité, d'avoir toujours compassion du pauvre peuple, de respecter les dames et de ne jamais médire d'elles sous aucun prétexte.

## Galerie
Le manuscrit contient plusieurs armoiries coloriées d'un certain nombre de chevaliers de l'ordre du Croissant, mais n'est pas complet. En noir et blanc, les reproductions faites par Claude Ménard de quelques armoiries non présentes dans le manuscrit 25204.

### Français 25204

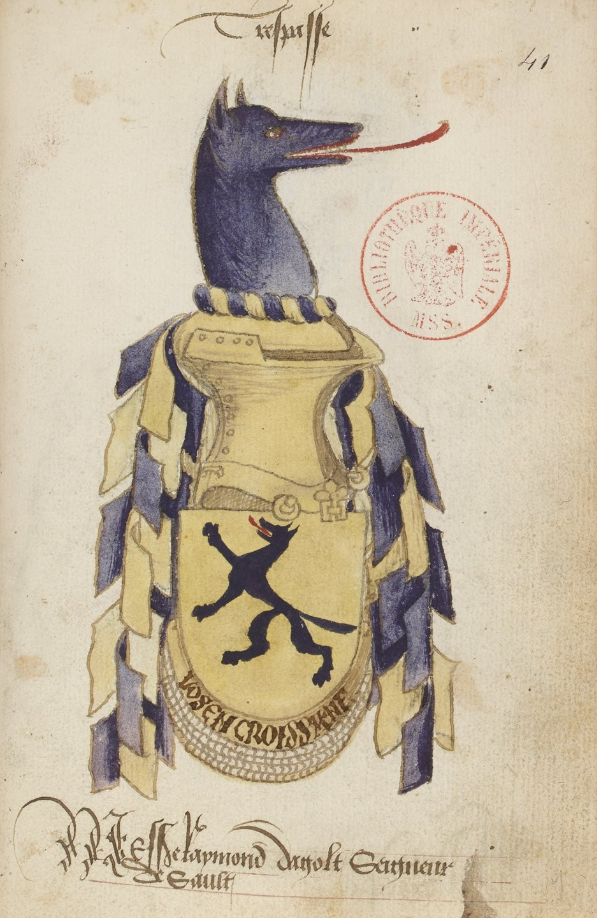
1. Raymond d'Agoult
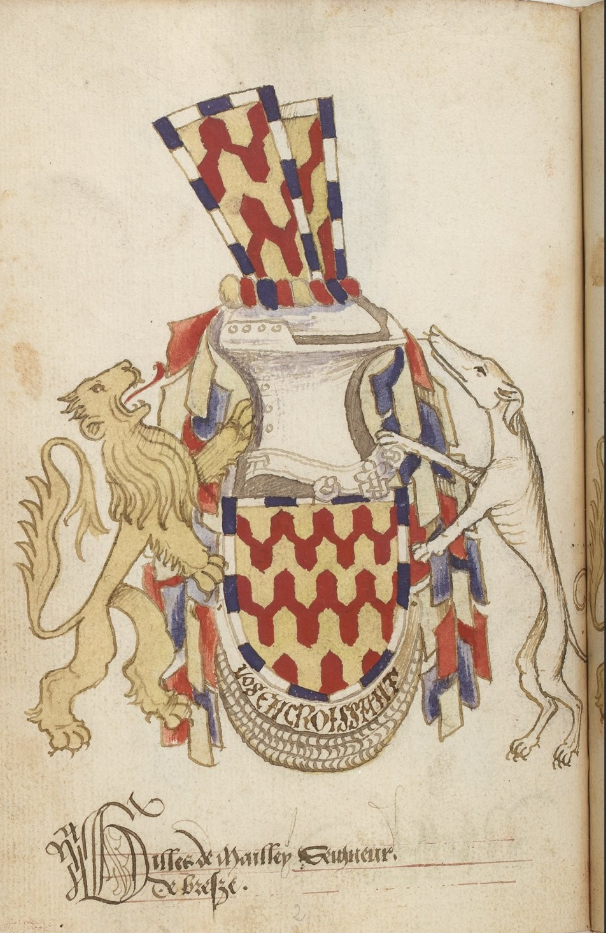
2. Gilles de Maillé
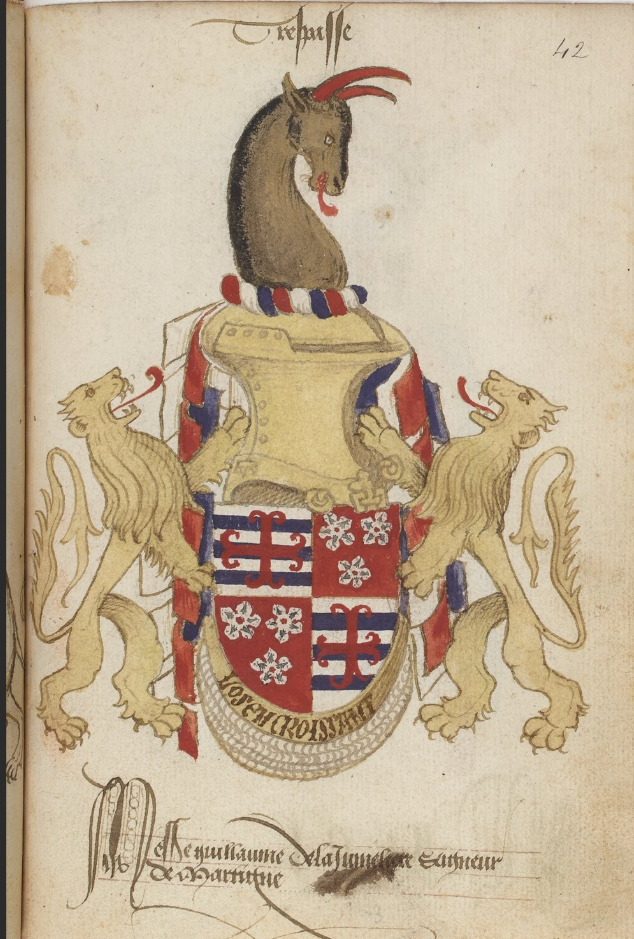
3. Guillaume de la Jumelière
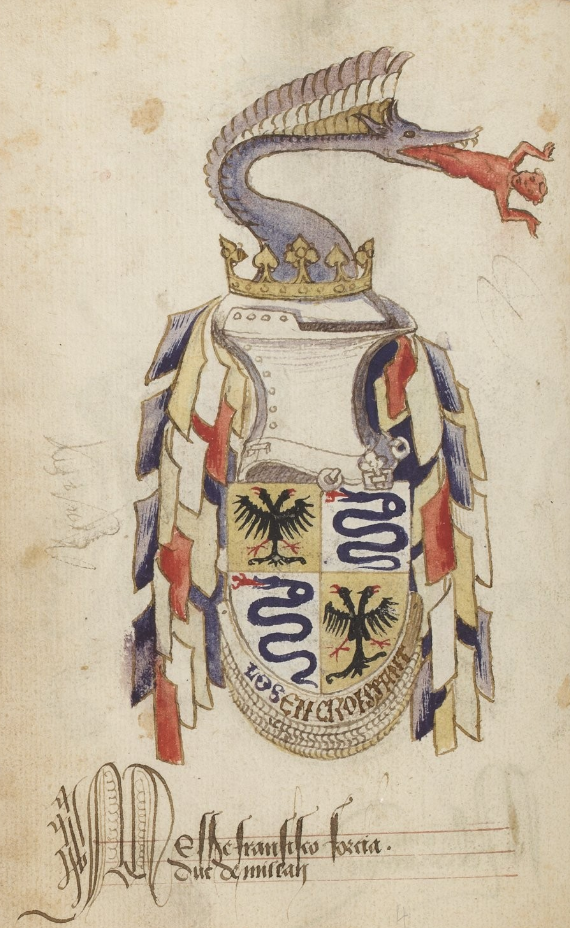
4. Francesco Sforza
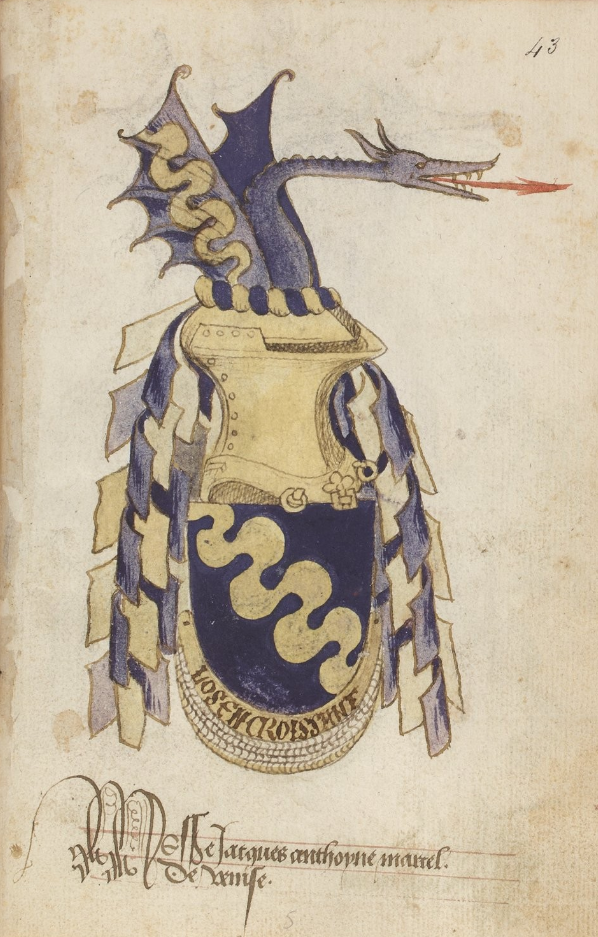
5. Giacchantonio Marcello
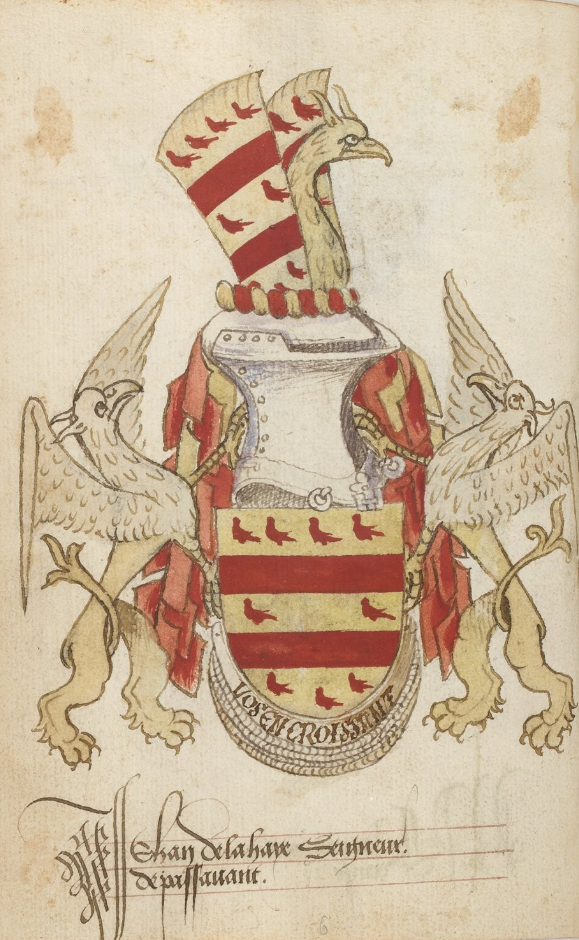
6. Jean de la Haye
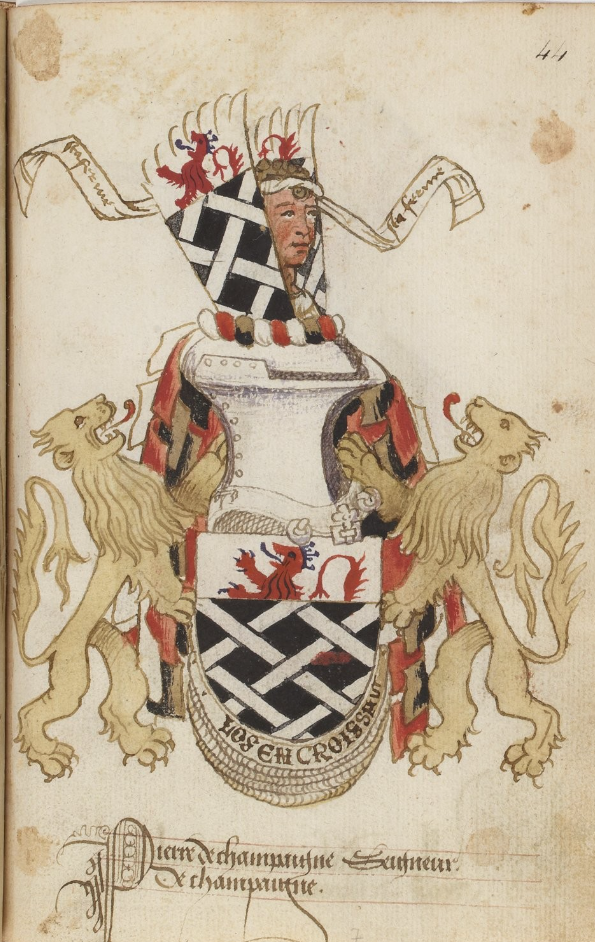
7. Pierre Ier de Champagne
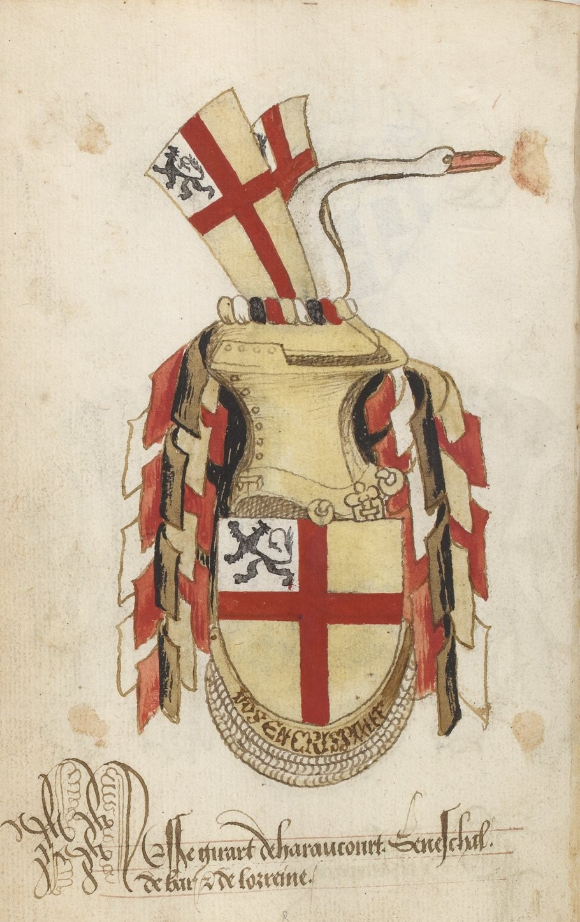
8. Gérard III de Haraucourt
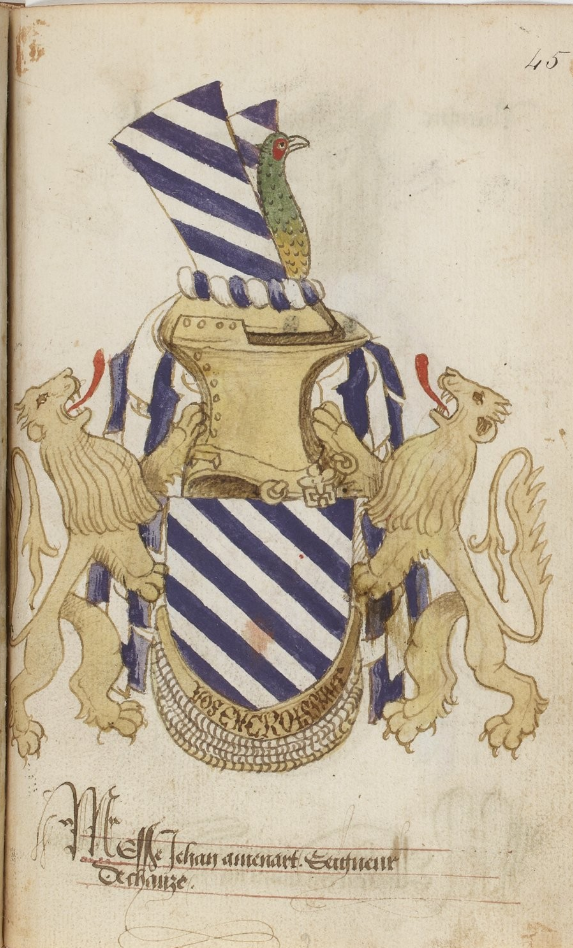
9. Jean Amenard
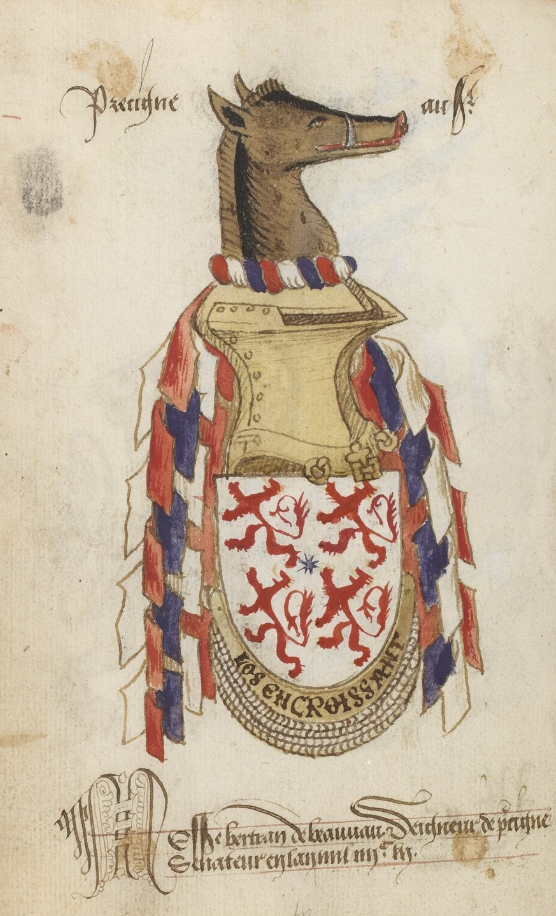
10. Bertrand de Beauvau
11. Simon d'Anglure[18]
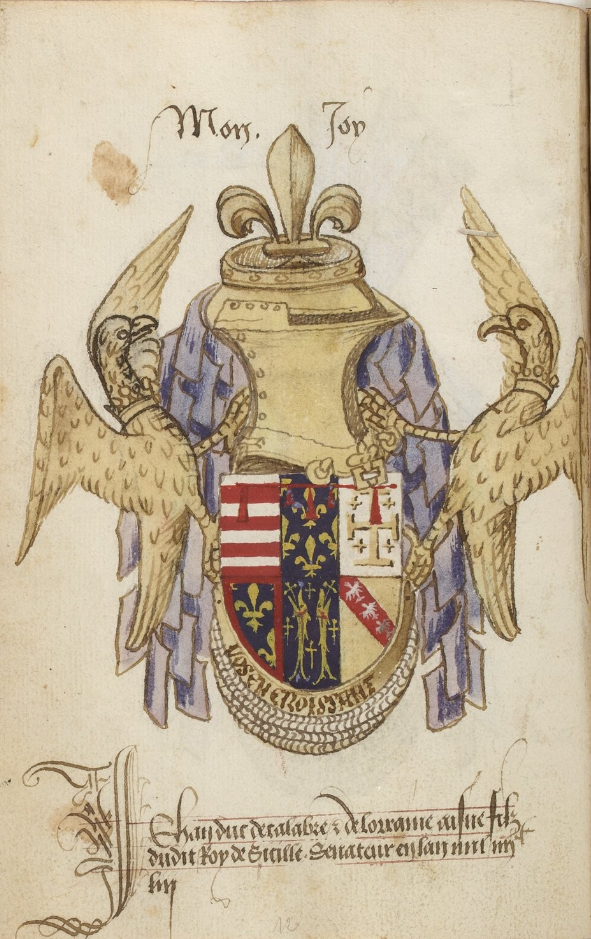
12. Jean II de Lorraine
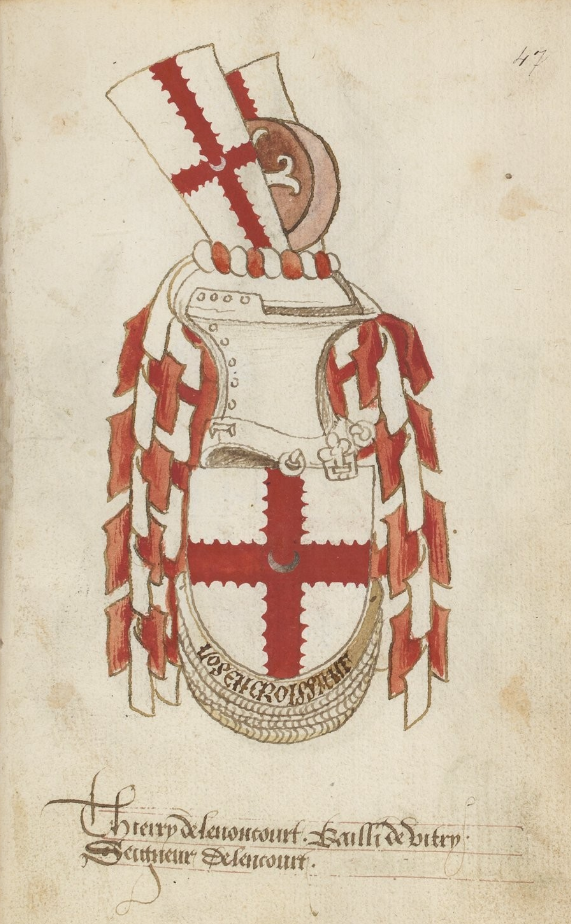
13. Thierry III de Lenoncourt
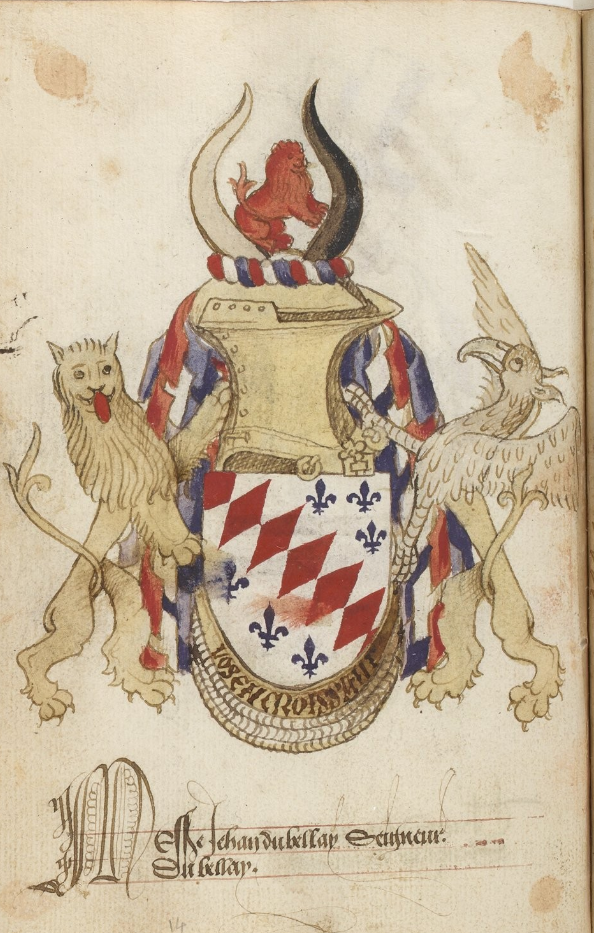
14. Jean III du Bellay
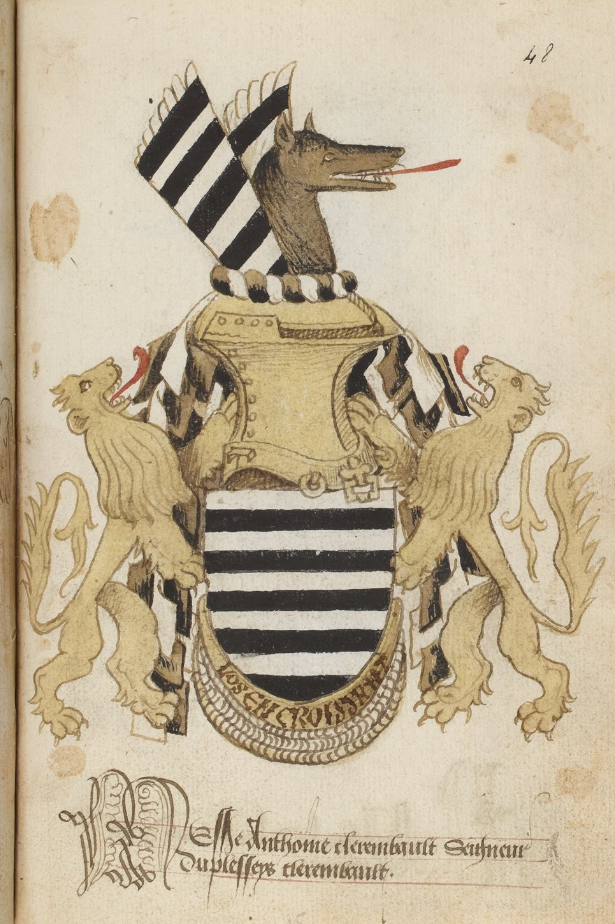
15. Antoine de Clérambault
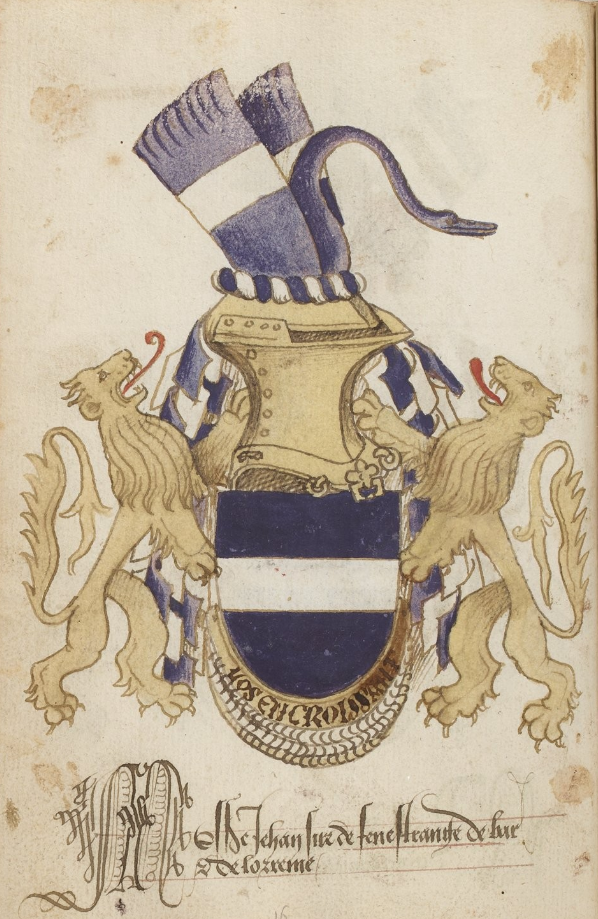
16. Jean de Fénestrange
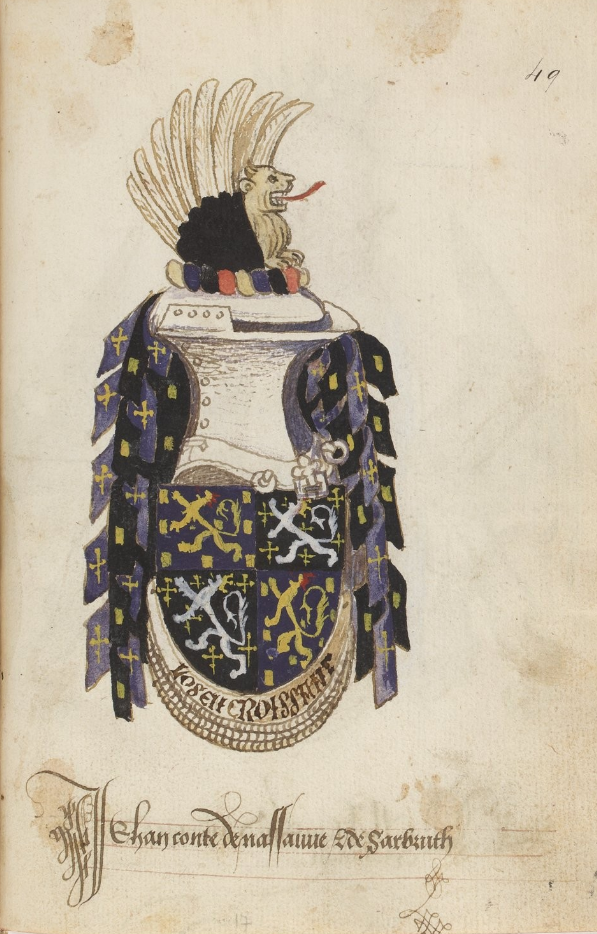
17. Jean II de Nassau-Sarrebruck
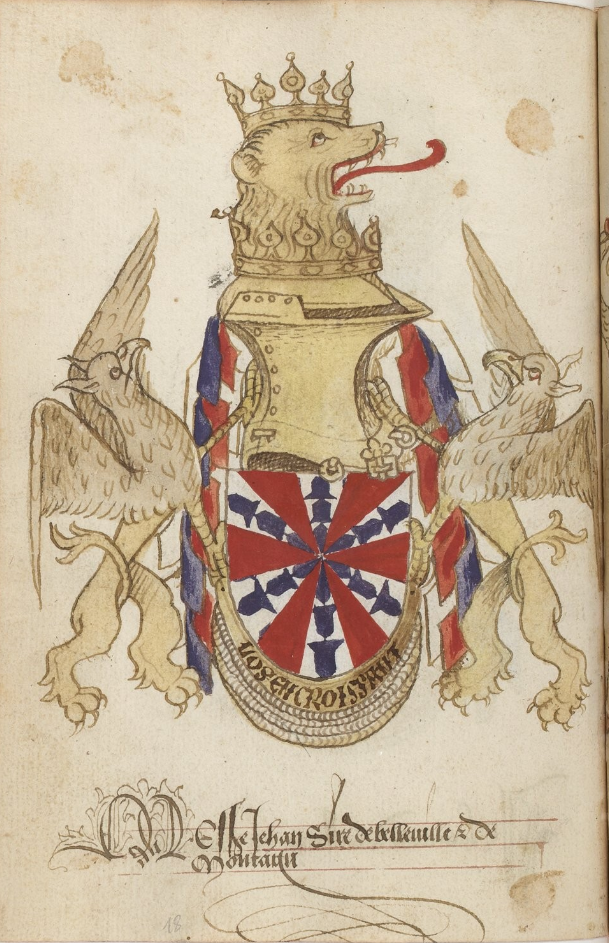
18. Jean III de Harpedane
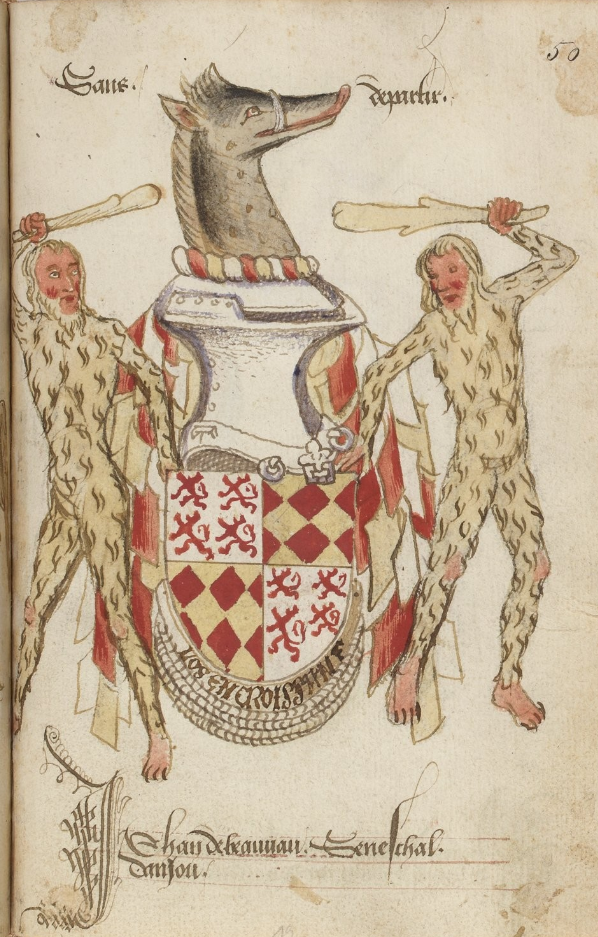
19. Jean IV de Beauvau
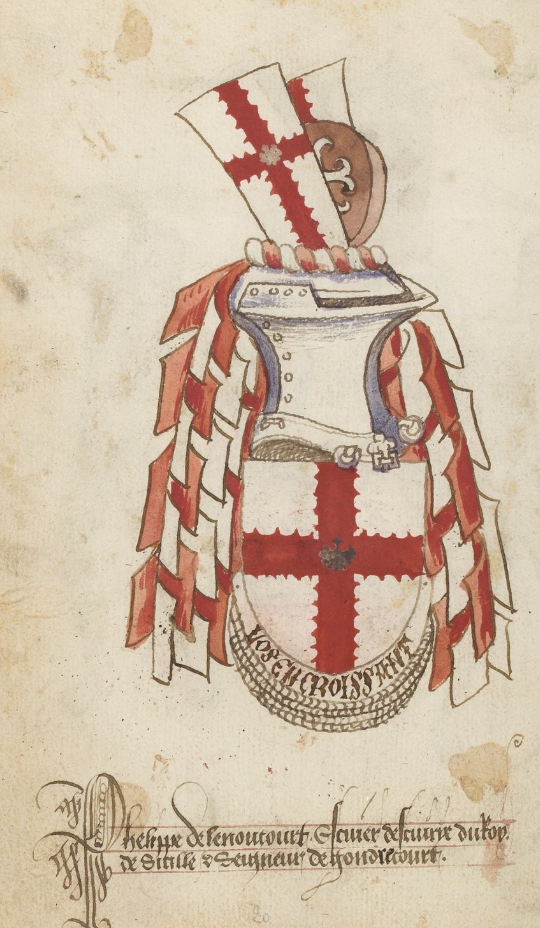
20. Philippe de Lenoncourt
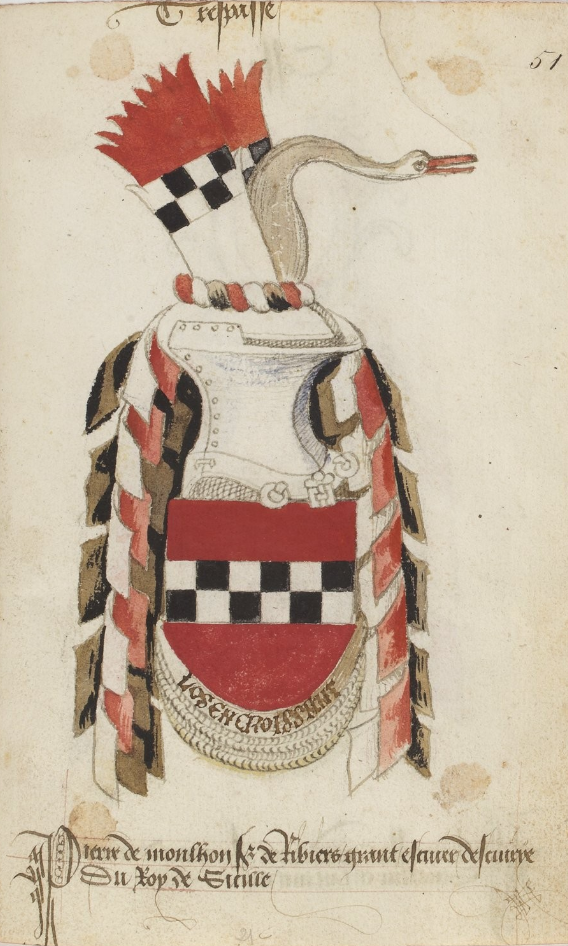
21. Pierre de Meuïllon
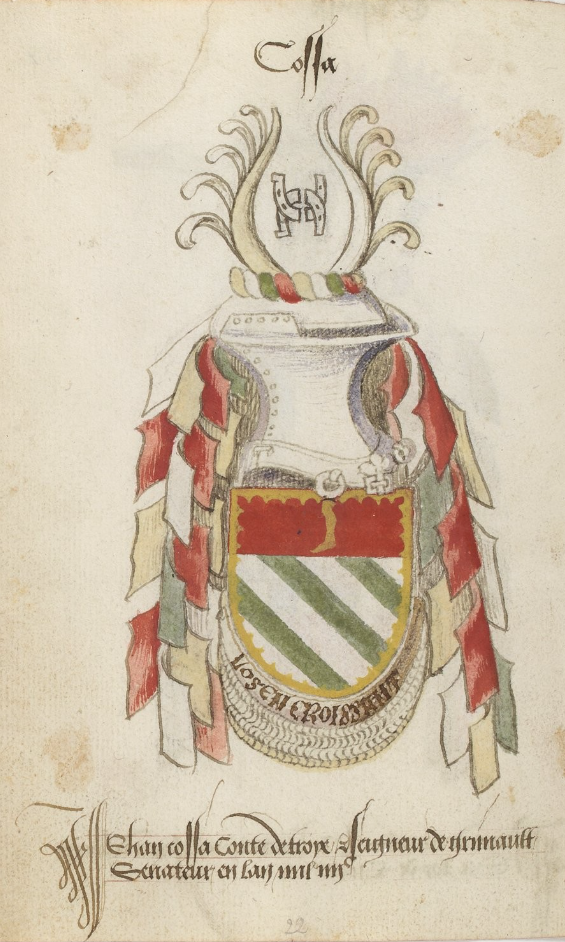
22. Jean Cossa
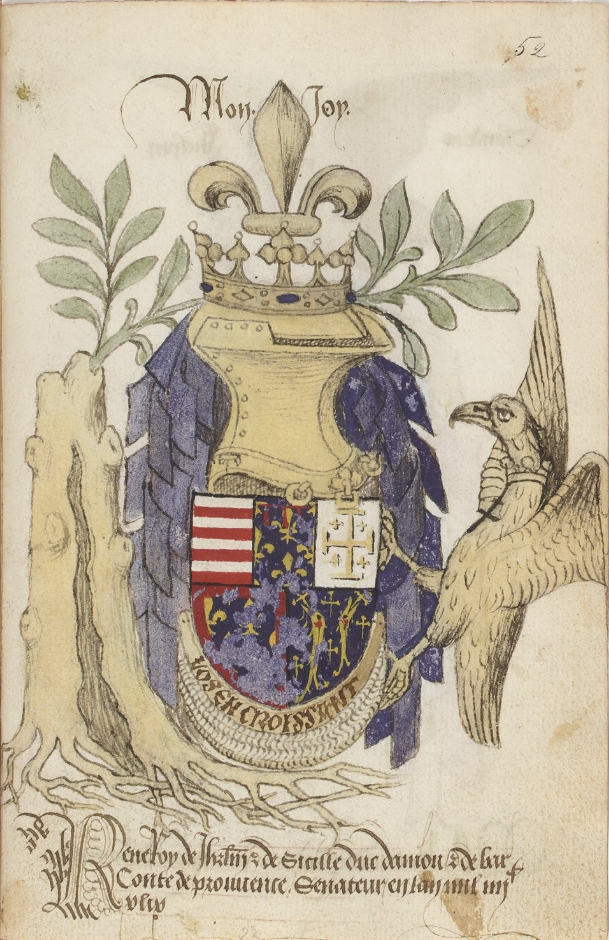
23. René Ier d'Anjou
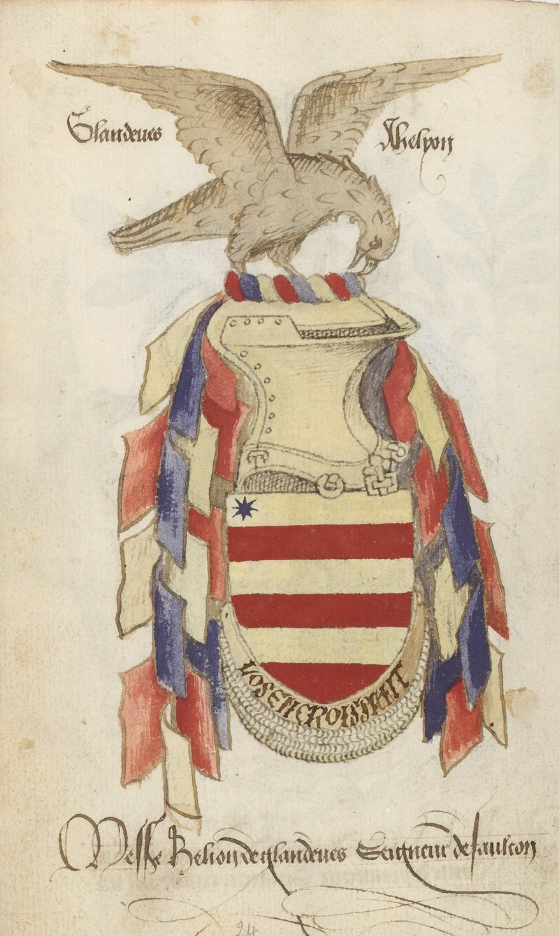
24. Élion de Glandevès
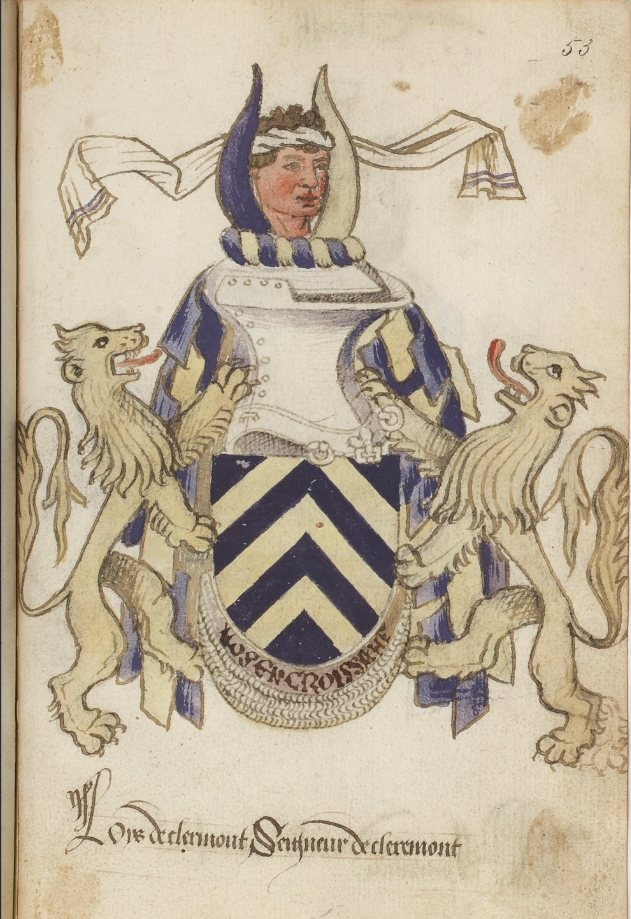
25. Louis de Clermont-Gallerande
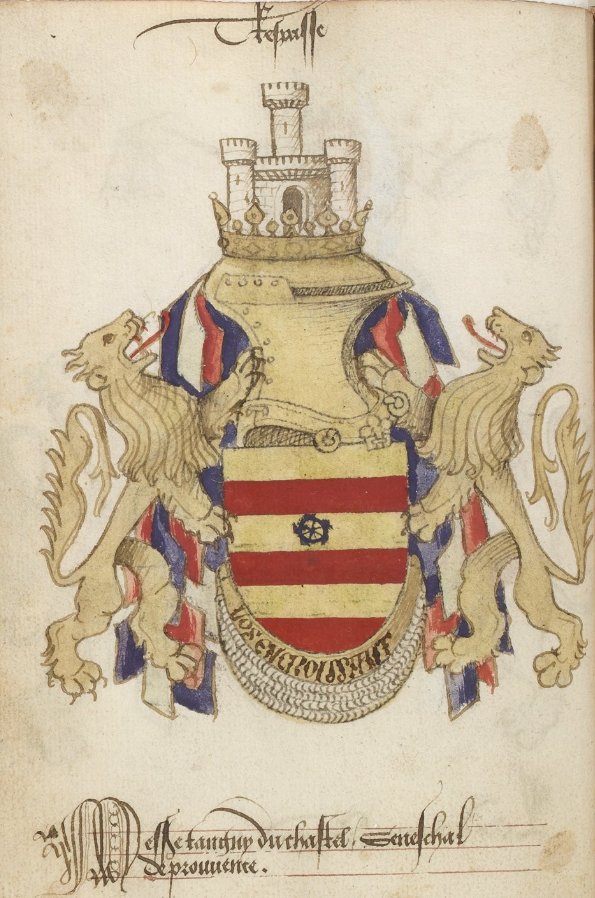
26. Tanneguy IV du Chastel
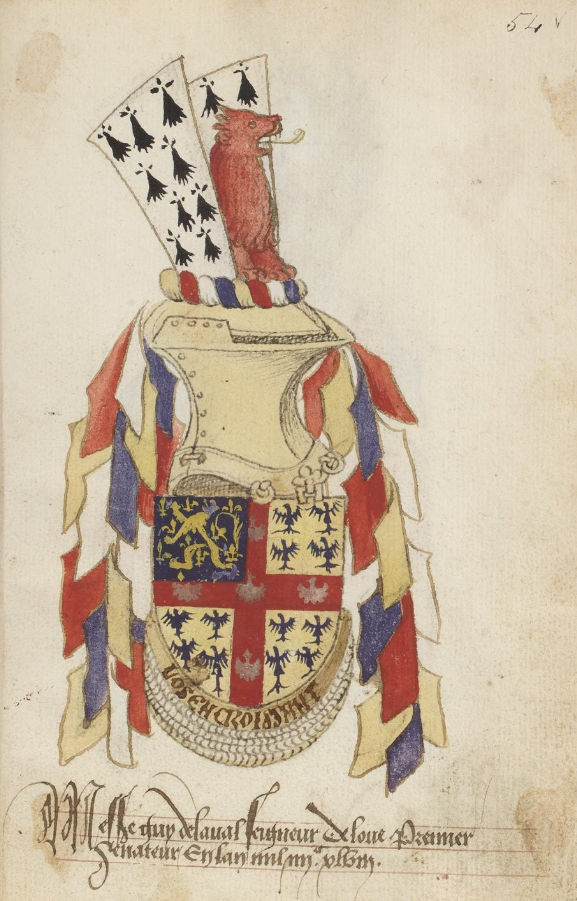
27. Guy II de Laval-Loué
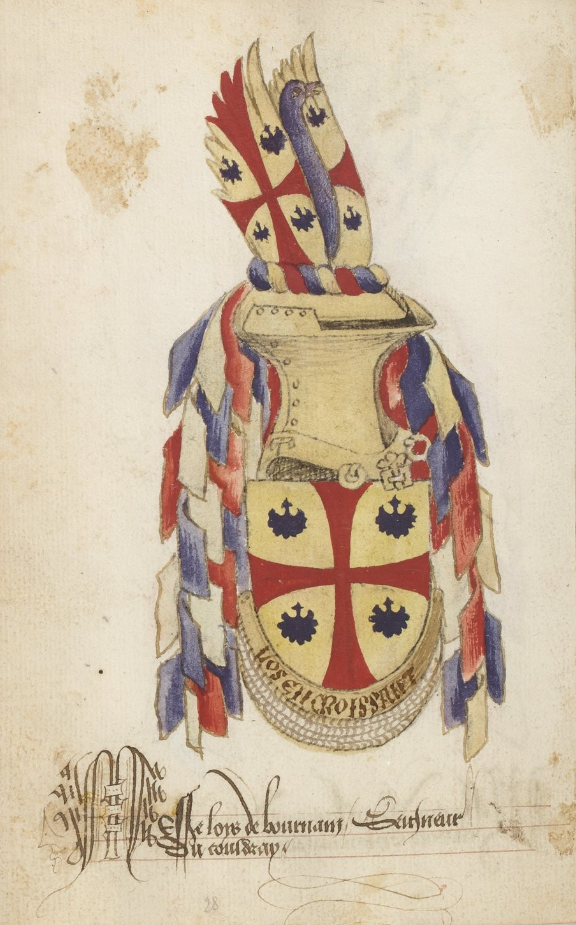
28. Louis de Bournan
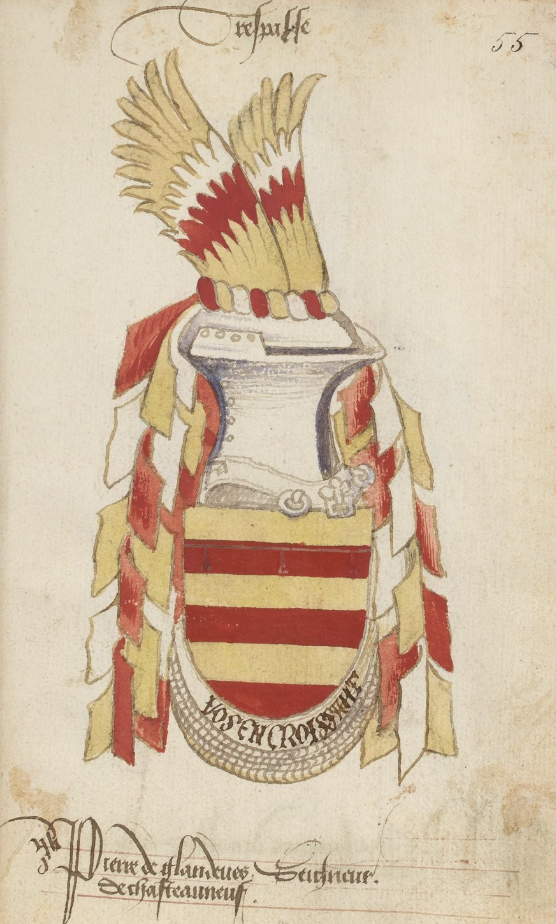
29. Pierre de Glandevès
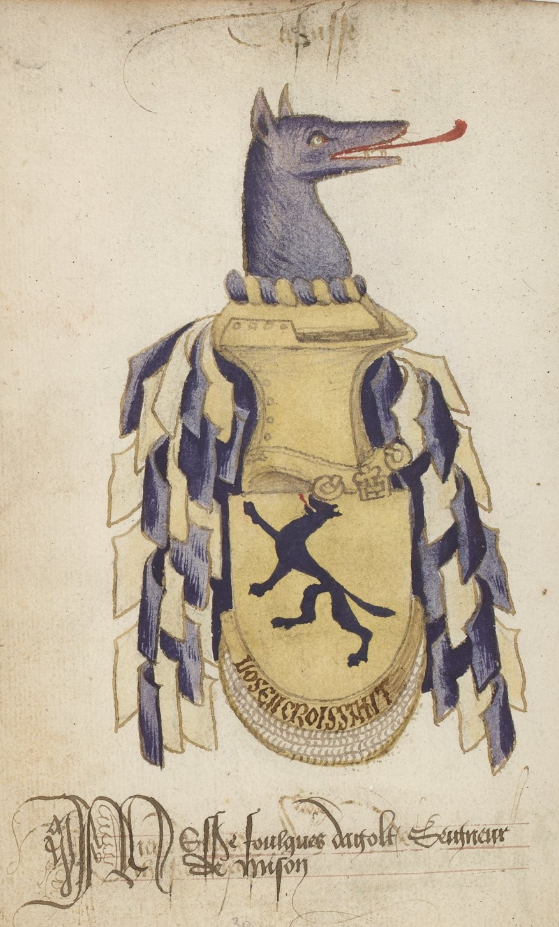
30. Fouquet d'Agoult
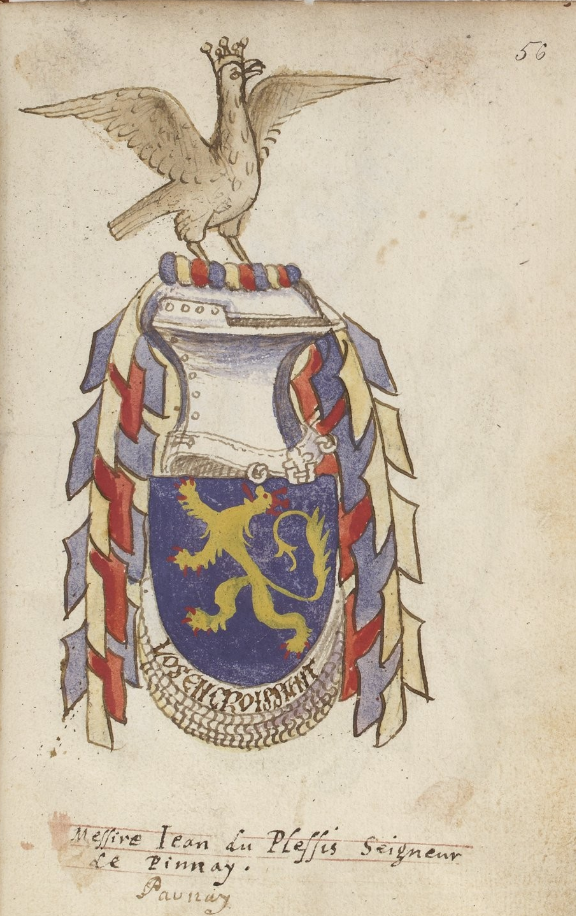
31. Jean du Plessis
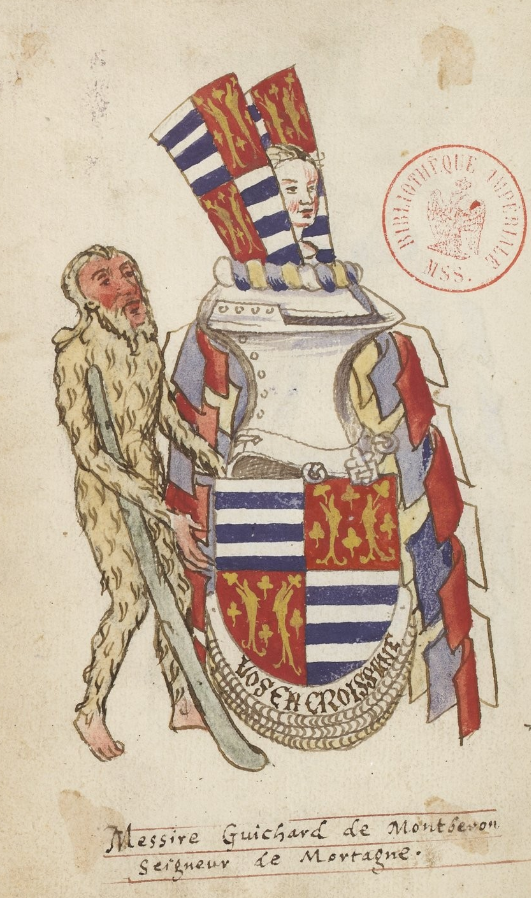
32. Guichard de Montberon
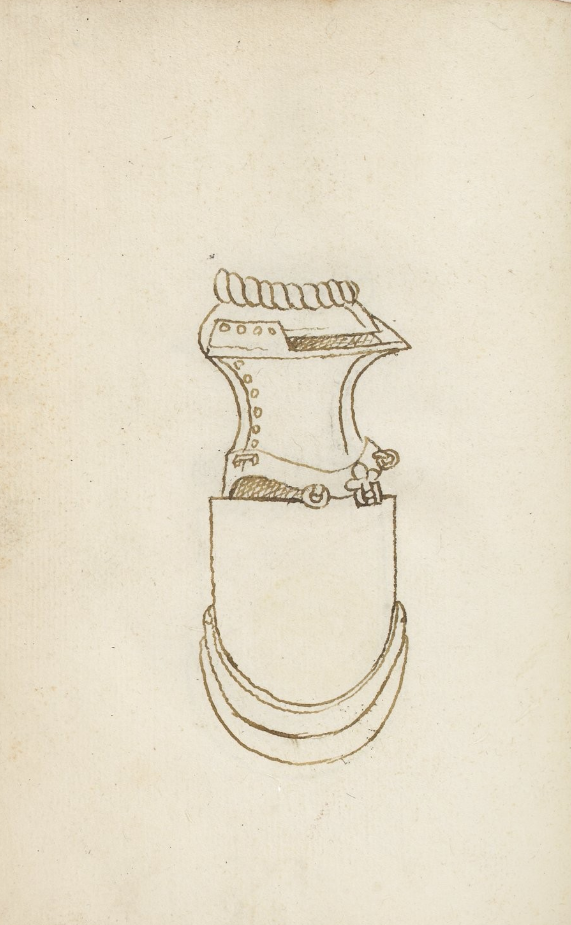

### Français 5605

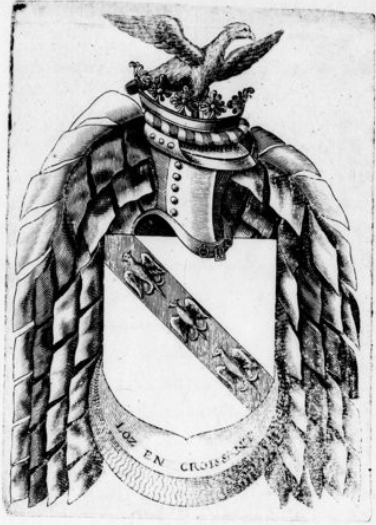
Ferry II de Vaudémont
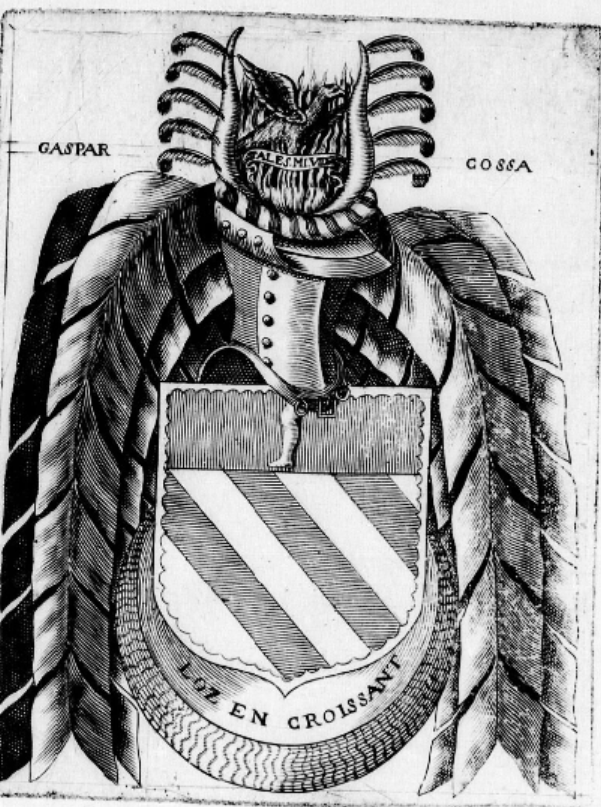
Gaspard Cossa
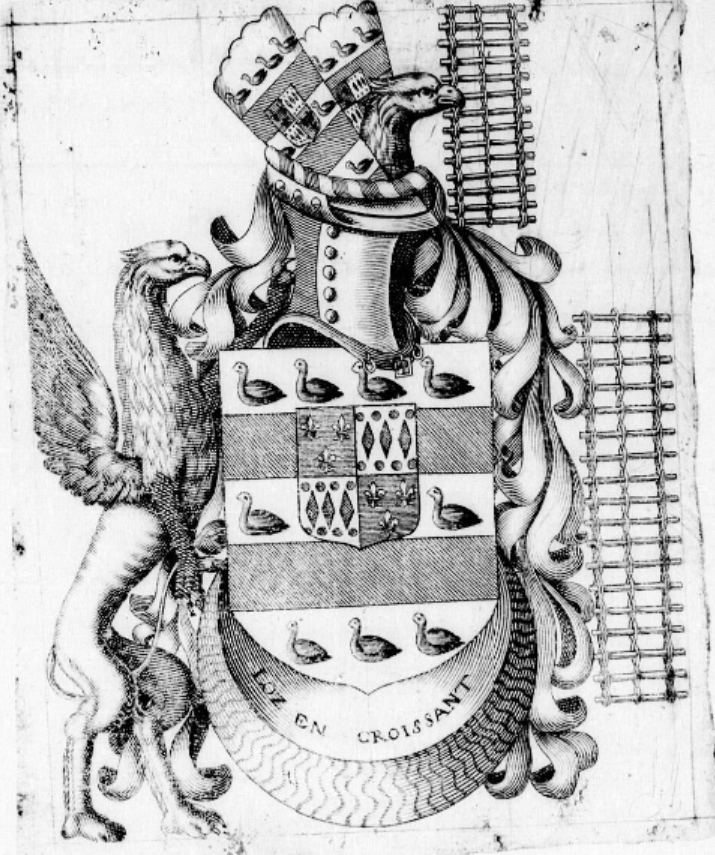
Bertrand de la Haye
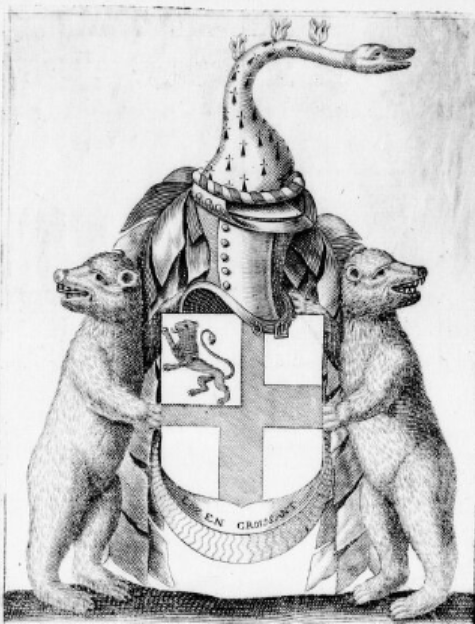
André de Haraucourt
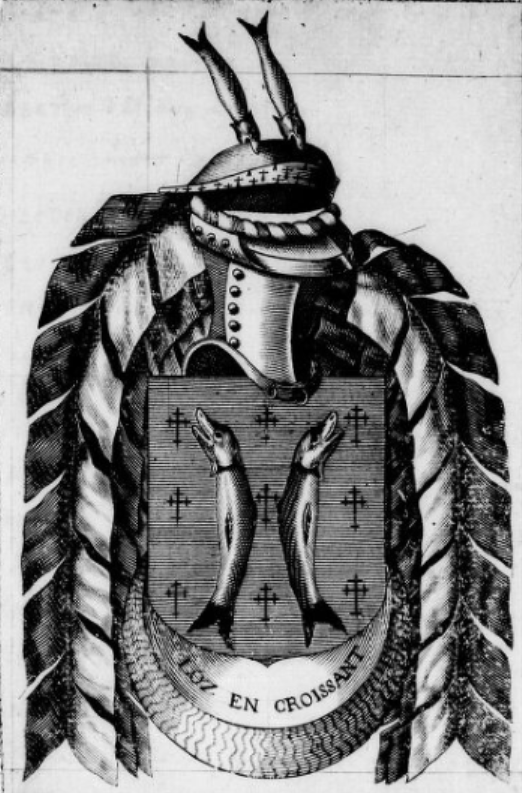
Jean VII de Salm
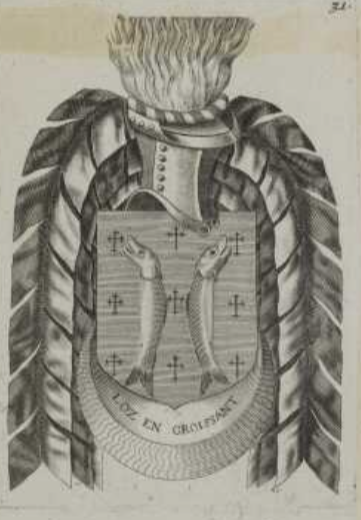
Jacopo de' Pazzi
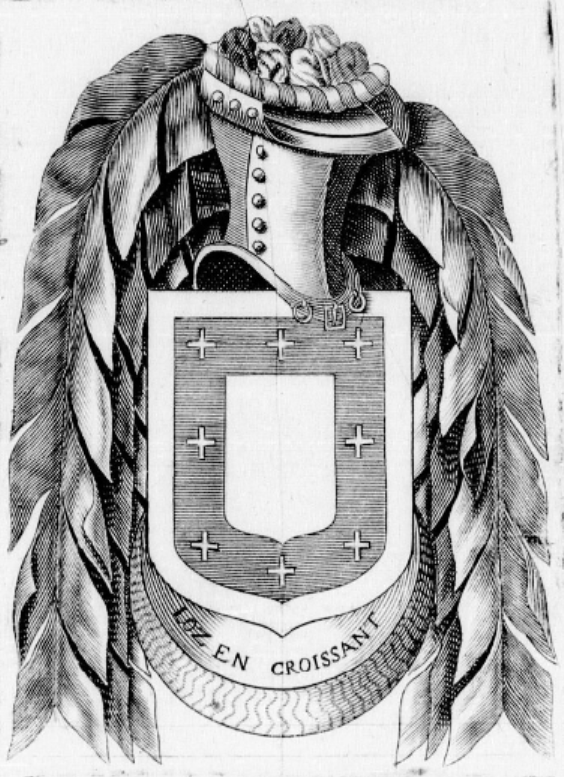
Jacques de Brézé
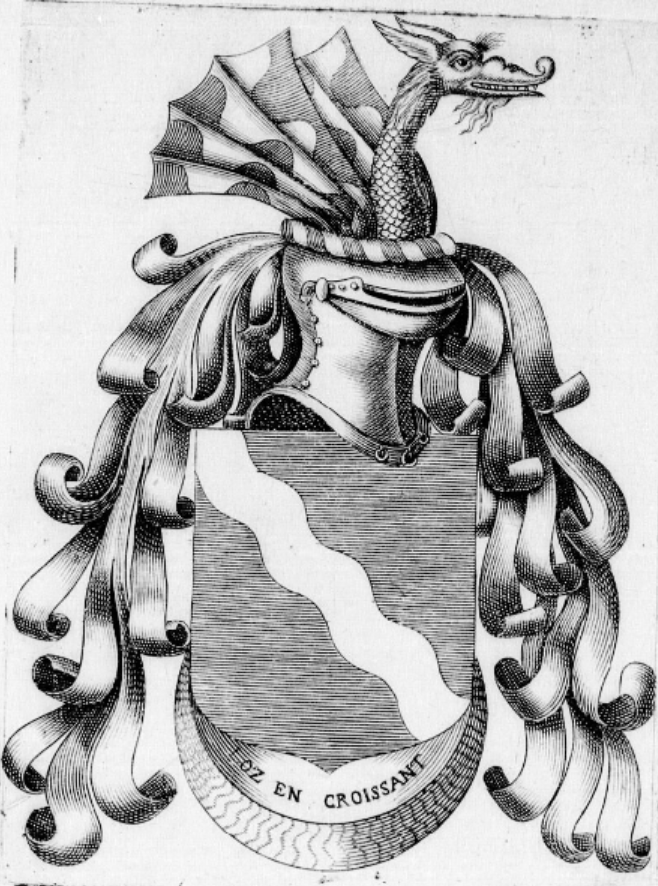
Guy d'Avaugour
Roberto Sanseverino
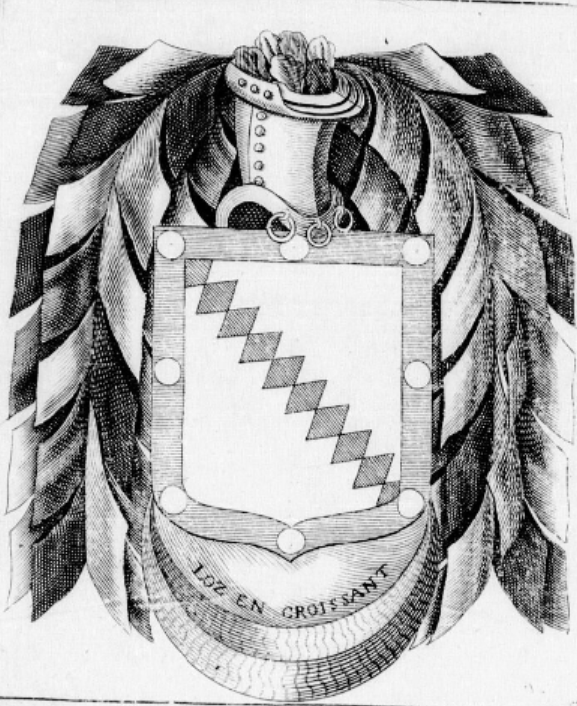
Hardouin de la Jaille
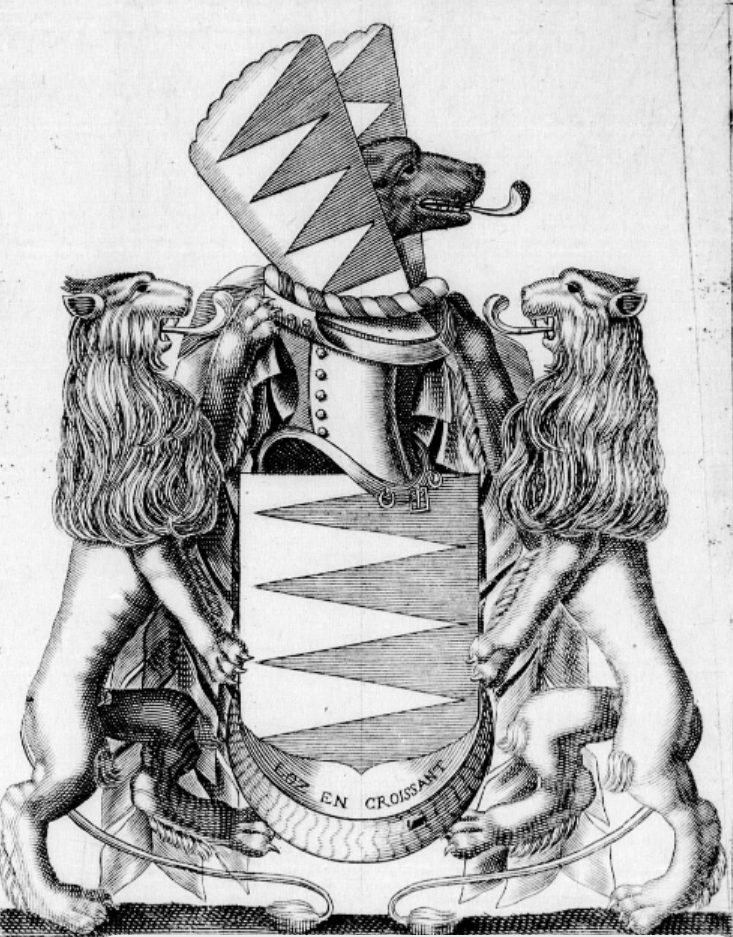
Foulques Riboulle

### Français 31784

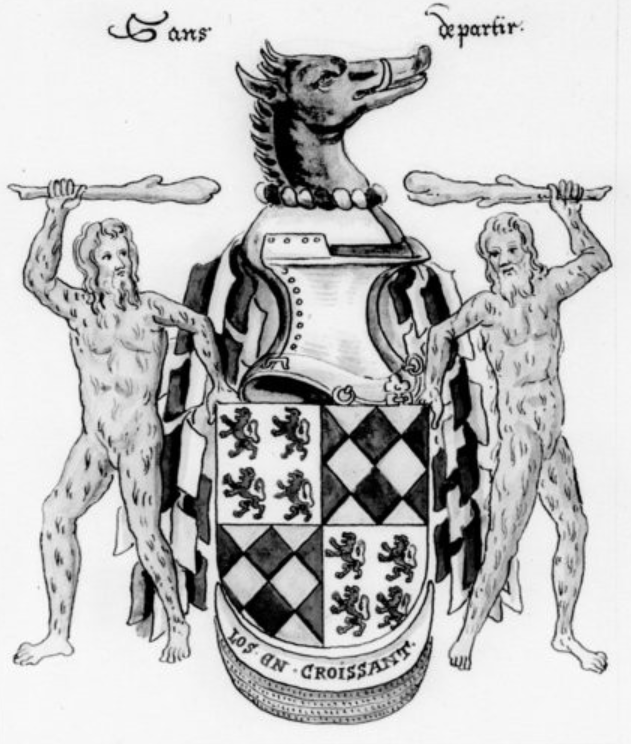
Louis de Beauvau
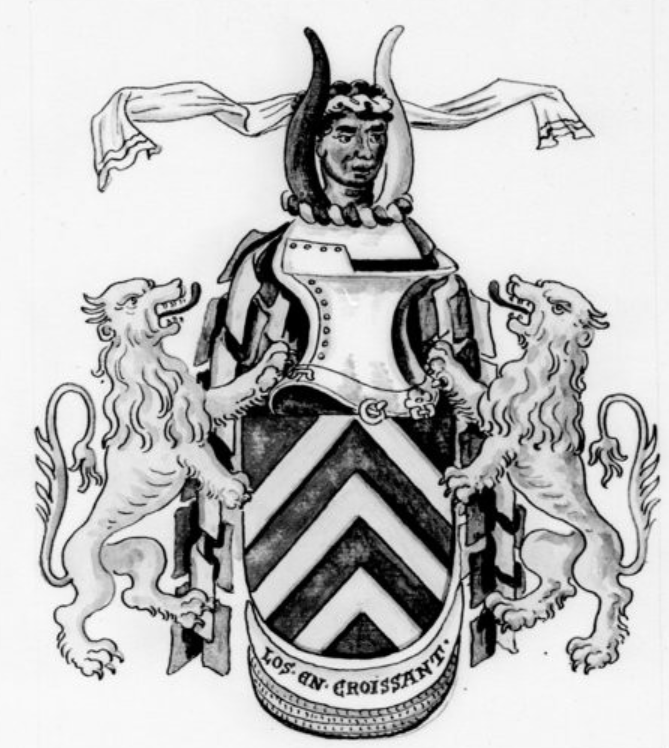
Bermont de Lévis

### Bib.Angers 1203

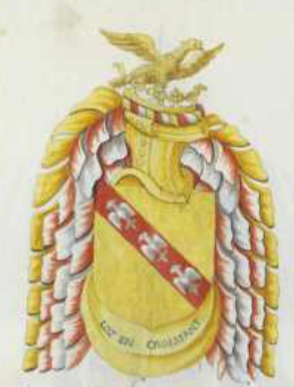
Ferry II de Vaudémont
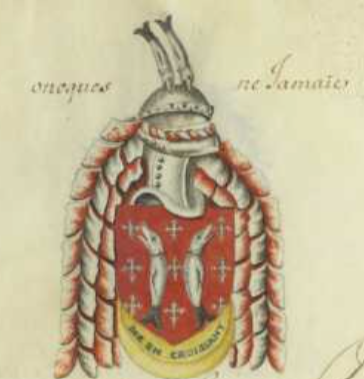
Jean VII de Salm
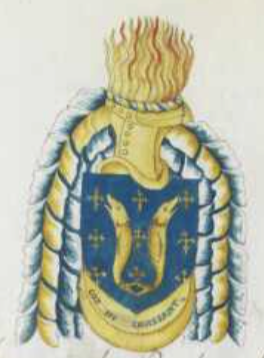
Jacopo de' Pazzi
Roberto Sanseverino
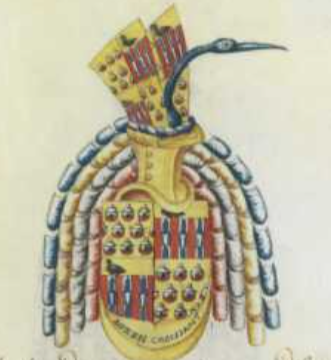
Saladin d'Anglure
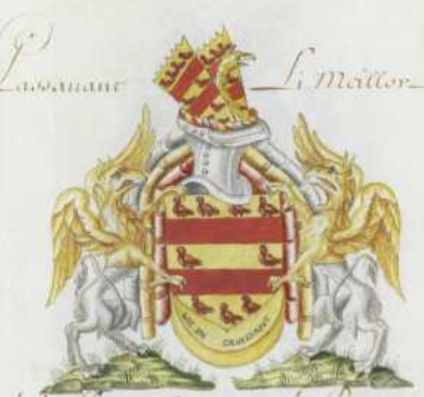
Jean de la Haye
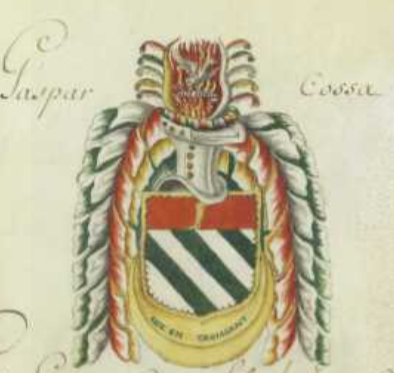
Gaspard Cossa
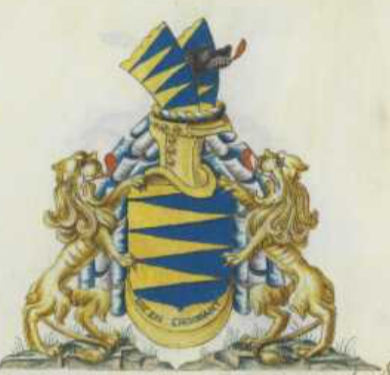
Foulques Riboulle
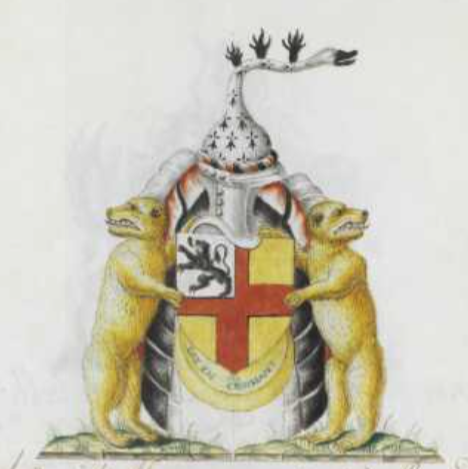
André de Haraucourt
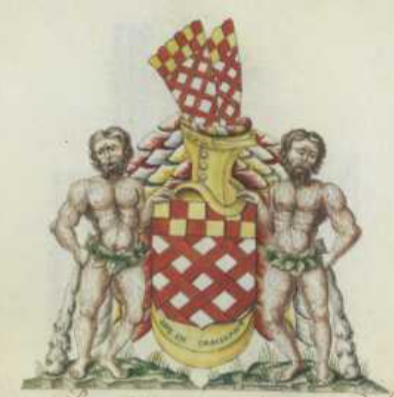
René du Matz
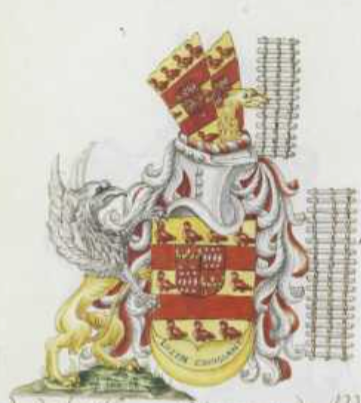
Bertrand de la Haye